# 山楝
山楝（学名：Aphanamixis polystachya），为楝科山楝属下的一个种。

## 别称
沙罗、红罗、山罗、假油桐（海南），红果树、油桐（云南金平），穗花树兰（台湾物种名录）

## 扩展阅读
維基物種上的相關：山楝